# Парадоксы стоиков
«Парадоксы стоиков» (лат. Paradoxa Stoicorum) — работа римского философа и оратора Марка Туллия Цицерона, написанная в 46 г до н.э.

## Содержание
Вступление
Во вступлении  Цицерон обращается к Бруту, которому и посвящён этот труд и упоминает его дядю Катона, который, будучи приверженцем стоицизма, часто касался этой темы в своих выступлениях. Но, по его словам, Катон грешит тем, что не может развёрнуто изложить стоические положения, и потому он сам берется за формулировку основных мыслей стоицизма в такой форме, которая будет понятна всем людям.
Первый парадокс: «только прекрасное является благом»
В первой главе Цицерон рассуждает о значении слова «благо», высказывая сомнения в том, что «благом» являются такие ценности, как деньги, власть, могущество, наслаждение, ведь все эти вещи могут быть использованы в дурных целях. Автор говорит, что настоящее «благо» это то, что совершается нравственно и правильно, проявляя добродетель. В качестве примера он приводит поступки великих римских деятелей, которые совершали свои деяния во имя спасения и возвеличивания римского государства, а не ради личной выгоды.
Второй парадокс: «добродетель самодостаточна для достижения счастья»
Вторую главу философ посвящает рассуждению о том, что не может быть несчастливым человек, ведущий достойную жизнь, слава о которой будет жить даже после его смерти. В самом начале главы Цицерон пишет, что Марк Регул не был несчастлив или страдальцем, ведь во время плену у пунийцев испытаниям подвергалось лишь его тело, а не его достоинство, верность, величие духа или твёрдость. И наоборот, преступник и негодяй будет постоянно страдать, страшась наказания, изгнания или смерти, так как его злодеяния каждый день мешают ему спокойно существовать.
Третий парадокс: «и преступные, и праведные деяния равны»
Здесь автор говорит об одинаковой тяжести любых проступков, вне зависимости от их результата, основываясь на том, что важно не то, чем в итоге обернулось злодеяние, а то, что человек оказался готов преступить черту. 

«Но проступок-то тем не менее совершён, если понимать под проступком переход некоей границы, который, будучи однажды совершён, и означает совершение преступления, а как далеко ты пройдёшь за эту границу, которую ты преступил однажды, не имеет никакого значения для оценки размеров преступления».
Так же к этой мысли Цицерона подводит сравнение пороков с добродетелями, а добродетельные поступки, по его мнению, всегда равны, ведь нельзя назвать одно деяние «более добродетельным или менее».
Четвёртый парадокс: «всякий глупец безумен»
В четвёртой части своей работы Цицерон яростно осуждает своих политических противников, называя их безумцами и сумасшедшими, обвиняя их в разрушении государства, падении судов и сената, потерю силы законов. Однако, несмотря на многочисленные попытки, никому не удалось отнять у Цицерона что-то стоящее, ведь при нем осталась стойкость его духа, помыслы и заботы, неумирающую память, и ни разрушение его дома, ни изгнание не нанесло ему обиду. То, что можно отнять, отобрать либо потерять, не принадлежит в полной мере никому.
Пятый парадокс: «только мудрец свободен»
Цицерон продолжает развивать тему сочинения о свободе духа, утверждая, что мудрый человек может повелевать своими страстями, желаниями и остальными слабостями духа, это значит, он по-настоящему свободен. По его мнению, свобода – это возможность жить так, как хочется, а это доступно лишь тому, кто идет по верному пути, исполняя свой долг и почитая законы.
Шестой парадокс: «только мудрец богат»
Тема заключительной главы схожа с темой первой: Цицерон называет богатыми тех, кому хватает своего имущества, а жадных до денег, готовых ради обогащения мошенничать, обманывать, вымогать и грабить, – бедняками, которые в своей нужде готовы идти на любые ухищрения. Также не могут быть богатыми нищие духом, даже если они обладают материальными благами. Меру богатства он определяет образом жизни: 

Не желать многого — уже богатство, не покупать многого — уже прибыль, а быть довольным тем, что имеешь, — это самое большое и самое надежное богатство».